# Mohsen Ali
Mohsen Alí es un sheij (clérigo) de la comunidad islámica alauita argentina.
En el año 1994 crea el programa radial madrugadas de ramadán, que continúa emitiéndose en la actualidad en A.M.1600 Radio Armonía.
Fue nombrado por la red UNESCO como "Mensajero de la Paz"  el año 2003 " En reconocimiento a su destacada contribución al Movimiento Mundial, por una Cultura de Paz y No-violencia".
Participó del IV Encuentro Islamo-Cristiano, Realizado en Castel Gandolfo. Es miembro de la Asamblea Mundial de Ahlul Bait, con sede en la República Islámica de Irán.
Y es responsable del I Encuentro Juvenil islamo-cristiano argentino llevado a cabo en el año 2001 en la Asociación Islámica Alauita de Beneficencia.
Es creador del método de enseñanza de idioma árabe NUR. Participó en numerosas conferencias internacionales de diálogo interreligioso, en varios países de Europa, Asia y América Latina. Cumple tareas pastorales en las provincias del territorio argentino y de América Latina. Dictó clases de idioma árabe en la Universidad Nacional de Tres de Febrero. Escribió numerosos artículos periodísticos que fueron publicados en destacados diarios de gran tirada en la Argentina. Compartió mesas de debate con José Saramago y Pérez Esquivel, ambos premio nobel de literatura y de la paz respectivamente. Se entrevistó con presidentes y numerosas personalidades destacadas de la política nacional e internacional.
Durante 2005, 2006 y 2007 su imagen pública creció muchísimo a raíz de sus repetidas incursiones mediáticas en defensa del islam y del grupo libanés Hezbolá y la defensa de los derechos de los musulmanes argentinos.
En el año 2013, junto a otras 15 Entidades, se convierte en Miembro Fundador de FEIRA, Federación de Entidades Islámicas de la República Argentina.

## Postura política
El Sheij Mohsen Ali  sostiene que el estado de Israel se ha convertido en una especie de  "enemigo de la humanidad y responsable de muchos de los conflictos bélicos que vive hoy el mundo". Y afirmó que "No queremos más este Estado de Israel, allí debe existir un Estado único, como el que había hasta 1948, que se llama Palestina;[cita requerida] en el cual puedan convivir en perfecta paz y armonía: árabes, musulmanes, cristianos y judíos".
También pidió que se investigue si el atentado a la AMIA fue un autoatentado" y en 2006, año en que Israel bombardeó indiscriminadamente Beirut y su población civil, afirmó que "El ejército israelí va cotidianamente en busca de su ración diaria de sangre y de carne humana".
En 2006 afirmó que la ONU "está condicionada por la influencia de Estados Unidos, único aliado incondicional del estado genocida y terrorista de Israel, por lo que la ONU trabaja en ese sentido".
En 2014, tras los ataques del ejército israelí contra la población palestina, sostuvo que el Estado de Israel estaba practicando un holocausto con el pueblo palestino. También denunció impunidad en el Atentado a la AMIA por parte de expresidentes de la DAIA imputados en el juicio y al gobierno argentino en 2018 tras las denuncias del Mario Cimadevilla, cuando este advirtió que "el ministro de Justicia, Germán Garavano, ayudó a garantizar la impunidad de los acusados por encubrir el atentado.